# Alahualtitla
Alahualtitla är en ort i Mexiko.   Den ligger i kommunen Chicontepec och delstaten Veracruz, i den sydöstra delen av landet, 190 km nordost om huvudstaden Mexico City. Alahualtitla ligger 521 meter över havet och antalet invånare är 566.
Terrängen runt Alahualtitla är kuperad. Runt Alahualtitla är det ganska tätbefolkat, med 56 invånare per kvadratkilometer. Närmaste större samhälle är Xochiatipan de Castillo, 16,0 km sydväst om Alahualtitla. Trakten runt Alahualtitla består till största delen av jordbruksmark.